# Linia L metra w Nowym Jorku

Mapa linii

Linia L – linia metra nowojorskiego. Jest oznaczona kolorem szarym na znakach stacji, znakach trasy oraz na oficjalnych mapach metra. Na całym swym przebiegu nosi nazwę BMT Canarsie Line. 
Linia L kursuje między Eighth Avenue w Manhattanie i Rockaway Parkway w Brooklynie. 